# Vicente Lafuente Baleztena
Vicente Lafuente Baleztena (Villava, Navarra, 1882-Madrid, abril 1970) fue un militar español, de participación destacada en la guerra civil española.

## Biografía
Nació el 13 de marzo de 1882. En 1899 ingresó en la Academia de Infantería. Llegó a tomar parte en Guerra de Marruecos.
Al comienzo de la Guerra civil, el 20 de julio de 1936, encabezó la sublevación del regimiento de infantería de Burgos n.º 36, en León, del cual era coronel. Ese mismo día los sublevados tomaron el Gobierno Civil de la capital, siendo uno de sus defensores el Capitán Juan Rodríguez Lozano. Este último, detenido ese mismo día, sería sometido a juicio sumarísimo y fusilado poco después, en agosto de ese mismo año. Durante la contienda llegó a ostentar el mando de la 108.ª División de reserva, y fue gobernador militar de Vizcaya.
Tras el final de la contienda sería designado director general de Reclutamiento y Personal en el Ministerio del Ejército. También fue capitán general de la IX Región Militar. Su hermano Antonio fue teniente coronel y ayudante de Ángel González del Barrio. En 1958 prologó un estudio sobre la Orden Militar de San Hermenegildo. Falleció en Madrid el 11 de abril de 1970.